# 통통한 연애
《통통한 연애》는 2018년 11월 28일부터 2018년 12월 14일까지 방영된 스튜디오 온스타일의 6부작 웹드라마이다.

## 줄거리
고등학교에 다니는 주인공들이 생활하는 이야기

## 등장인물
- 전유진 - 공수린 역
- 정민규 - 김민재 역
- 이여름 (소녀주의보) - 임구슬 역
- 이세진 - 연주혁 역
- 한채경 - 반장 역

## 회차별 제목
통통한 연애는 6화와 특별편 1화로 구성되어 있다.
- 특별화 : 티저
- 1화 : 뚱뚱하면 성격이라도 좋아야지ㅋ
- 2화 : 잘생겼으면 얼굴값 내고 만나
- 3화 : 라이벌이 나보다 20kg 덜 나갈 때
- 4화 : 뚱뚱한 나를 사랑하는 법
- 5화 : 대학 가면 무조건 쌍수 할 거야
- 6화 : 공주님은 왜 예뻐야 할까?

## 같이 보기
- 통통한 연애 시즌2
- 좀 예민해도 괜찮아
- 에이틴